# Galeria Luxenburga

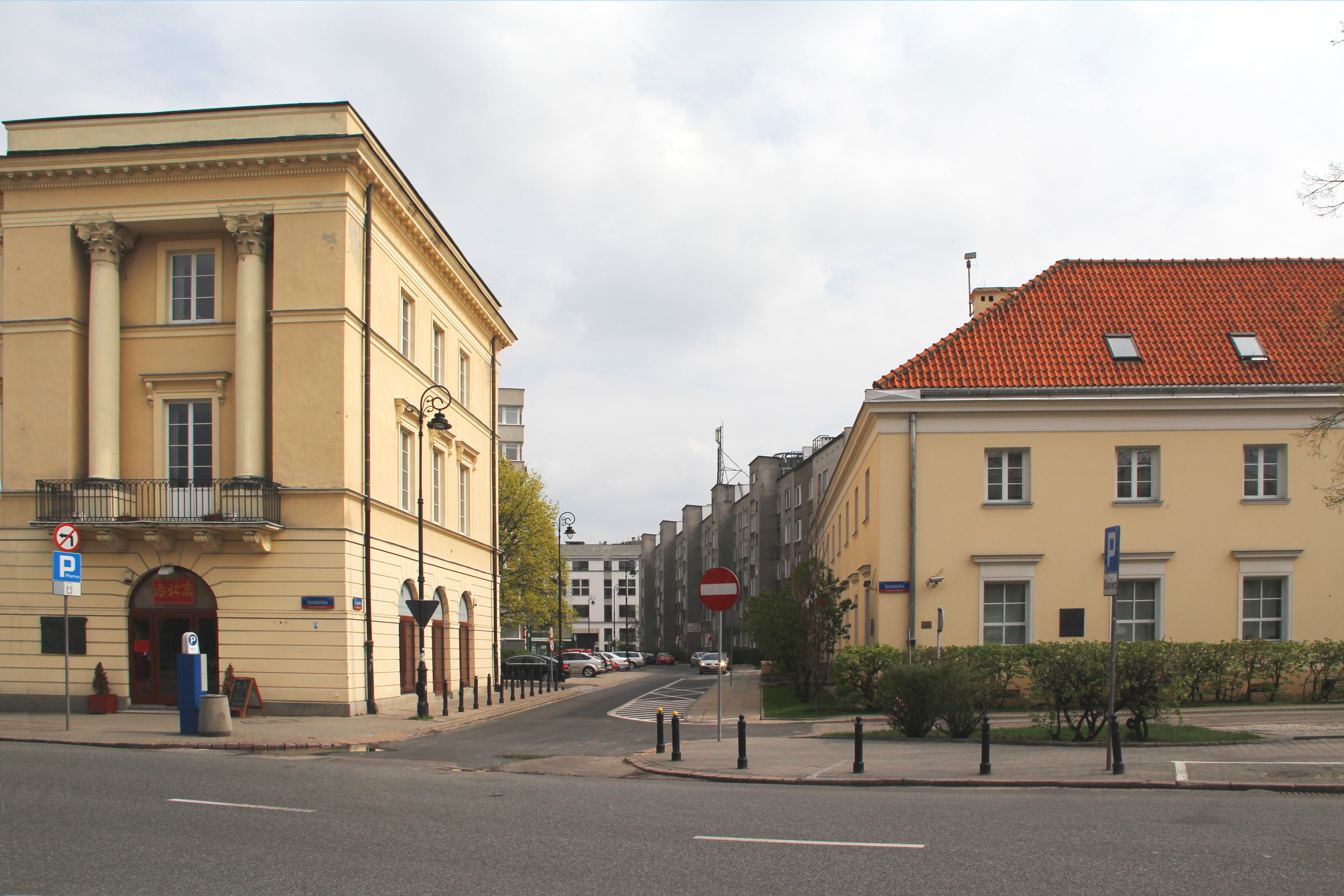
Anstelle der Einfahrt in die heute hier verlaufende Ulica Canaletta befand sich bis Kriegsende der Eingang des Einkaufszentrums

Die Galeria Luxenburga (auch Pasaż Luxenburga) war eines der ersten und das größte Einkaufszentrum Warschaus vor dem Zweiten Weltkrieg. Sie entstand zu Beginn des 20. Jahrhunderts und wurde 1944 im Laufe der Kampfhandlungen des Kriegs zerstört. An Stelle der vormaligen Galeria, die sich im Innenstadtdistrikt an der Ulica Senatorska 29 befand, verläuft heute die Ulica Bernarda Belotta Canaletta.

## Geschichte
Der Gebäudekomplex wurde in den Jahren 1907 bis 1909 nach einem Entwurf der Architekten Czesław Przybylski (1880–1936) und Leon S. Drews errichtet. Bauherr – und teilweise für den Entwurf mitverantwortlich – war der jüdische Unternehmer Maxymilian Luxenburg, dessen Namen das Zentrum auch trug. Die Anlage bestand aus zwei gemauerten, seitlichen Gebäudereihen; die dazwischenliegende Halle wurde von einem blau getönten Glasdach bedeckt. Die Fassaden der Gebäude wie auch der Innenausstattung waren eine Mischung aus modernem Klassizismus und Empire. Die lateinische Inschrift am Eingang lautete: „Suis et Sibi - MCMIX“ (1909). Die Gebäude erhielten die damals modernste Ausstattung: Zentralheizung, elektrisches Licht, Belüftungsanlagen und Aufzüge.
Die Stirnseite des westlichen Flügels zur Senatorska war die Frontfassade des in den Komplex integrierten „Grand Hotels“. Das Innere des Hotels war im Stil der polnischen Sezession (Jugendstil) und einheimischer Volkskunst (Sztuka ludowa) gehalten. Verantwortlich für die Innengestaltung waren der Architekt Józef Gałęzowski (1877–1963) sowie der Kunstprofessor Edward Trojanowski (1873–1930). Ein ebenfalls integriertes Kino wurde unter verschiedenen Namen betrieben: „Splendid“, später „Momus“. In der Zwischenkriegszeit wurde es umgebaut; altägyptische Dekorationen entstanden im Innenraum und ein passender Name wurde gefunden: „Sfinks“. Das Kino verfügte über 2000 Sitzplätze und war mit seinen zwei Balkonen 18 Meter hoch. Von 1919 bis 1931 befand sich im Einkaufszentrum auch das Theater „Qui-Pro-Quo“, in dem Stars wie Hanka Ordonówna und Mira Zimińska auftraten. Von 1933 bis 1937 wurde es von einem als „Jung Teater“ bezeichneten jüdischen Experimentaltheater (Żydowskie Studio Eksperymentalne Teatr Młodych) abgelöst.
In den über 700 Räumen des Komplexes befanden sich neben dem Hotel, dem Theater und den Geschäften mehrere Cafés, Restaurants wie auch eine Eislaufbahn im Kellergeschoss und der größte Billardsaal Warschaus. Kurz vor Beginn des Krieges 1914 richtete Abraham Eisenberg einen jüdischen Kunstsalon in der Galerie ein. Ihre Blütezeit hatte die Galeria vor dem Ersten Weltkrieg; in den 1930er Jahren geriet der Betreiber in finanzielle Schwierigkeiten. Während der in diesem Stadtteil erbittert geführten Kämpfe während des Warschauer Aufstandes brannte das Gebäude im Spätsommer 1944 fast vollständig aus; damaliger Verwalter des Komplexes war Maurycy Luxenburg, ein Neffe des Erbauers. Letzte Ruinen wurden in den 1950er Jahren abgerissen und durch die heute hier verlaufende ul. Bernarda Belotta Canaletta ersetzt.